# Vertente do Lério
Vertente do Lério är en kommun i Brasilien.   Den ligger i delstaten Pernambuco, i den östra delen av landet, 1 600 km nordost om huvudstaden Brasília. Antalet invånare är 7 894.
Omgivningarna runt Vertente do Lério är huvudsakligen savann. Runt Vertente do Lério är det ganska tätbefolkat, med 199 invånare per kvadratkilometer.